# Flustra
Flustra is een geslacht van mosdiertjes uit de familie Flustridae. De wetenschappelijke naam van het geslacht werd in 1761 gepubliceerd door Carl Linnaeus.

## Soorten
De volgende soorten zijn bij het geslacht ingedeeld:
- Flustra anguloavicularis Kluge, 1961
- Flustra digitata Packard, 1867
- Flustra foliacea (Linnaeus, 1758) = Breedbladig mosdiertje
- Flustra italica Spallanzani, 1801
- Flustra nordenskjoldi Kluge, 1929
- Flustra pedunculata (Busk, 1884)
- Flustra separata Waters, 1888

- Flustra bombycina Ellis & Solander, 1786 (taxon inquirendum, niet herkenbaar)
- Flustra ceranoides Lamouroux, 1816 (taxon inquirendum)
- Flustra ramosa (Jullien, 1888) (taxon inquirendum)